# Habitatge al carrer Guinedilda, 34 (Cervera)
Habitatge al carrer Guinedilda, 34 és una obra de Cervera (Segarra) protegida com a Bé Cultural d'Interès Local.

## Descripció
Edifici entre mitgeres situat al carrer Guinedilda, centre del municipi. L'habitatge consta de planta baixa, pis i golfes. La coberta és de teula àrab i té una inclinació de dues vessants amb el carener paral·lel a la façana principal i un ampli ràfec. Les obertures de la façana principal segueixen una composició de cinc eixos verticals. A la planta baixa hi ha cinc obertures d'arc pla, una respon a la funció d'accés a l'edifici i la resta, a aparador i accés del comerç dels baixos. A la primera planta destaquen dos balconades, d'arc carpanell, i a l'eix central una finestra ampitadora. Aquestes obertures compten amb persiana de llibret i la barana és de ferro forjat amb motius clàssics. A la planta golfes hi ha una arqueria tancada de nou arcs plans dividits amb pilastres. El parament presenta la planta baixa de pedra i la resta estucada. Al centre de la façana i sobre de la finestra de la primera planta hi ha l'escut de la Caixa.